# Boma (enclos)

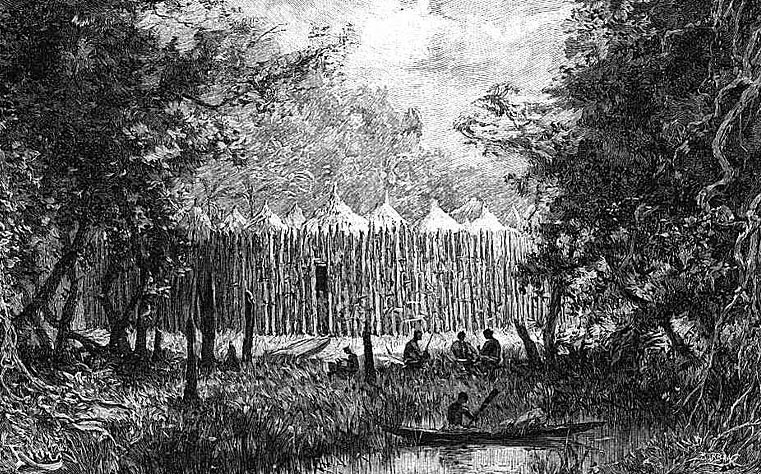
Représentation d'une boma dans la forêt. Il s'agit ici d'un village fortifié. Cette gravure est publiée à Paris en 1892 dans le journal Tour du Monde pour illustrer un article sur l'expédition Stairs.

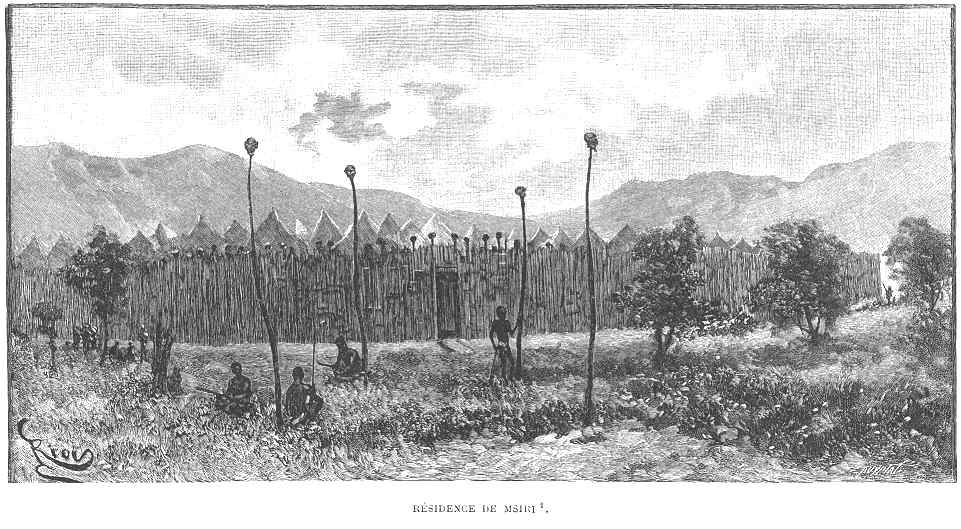
Boma (en l'espèce une résidence clôturée) de M'Siri, dirigeant du royaume Yeke à Bunkeya (actuelle république démocratique du Congo), gravure de 1892.

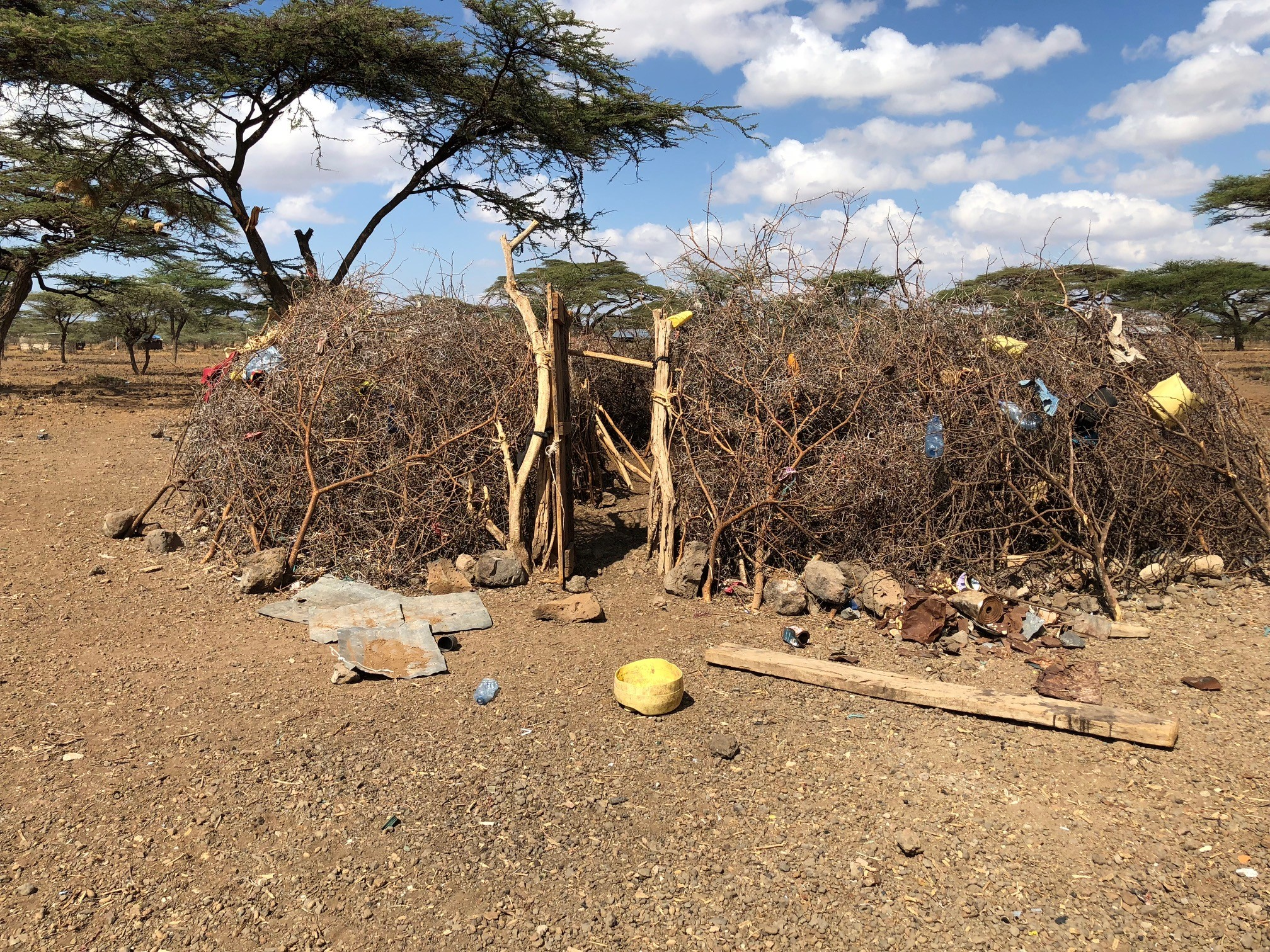
Boma faite en branches d'acacia dans une zone rurale du comté d'Isiolo au Kenya, en 2018.

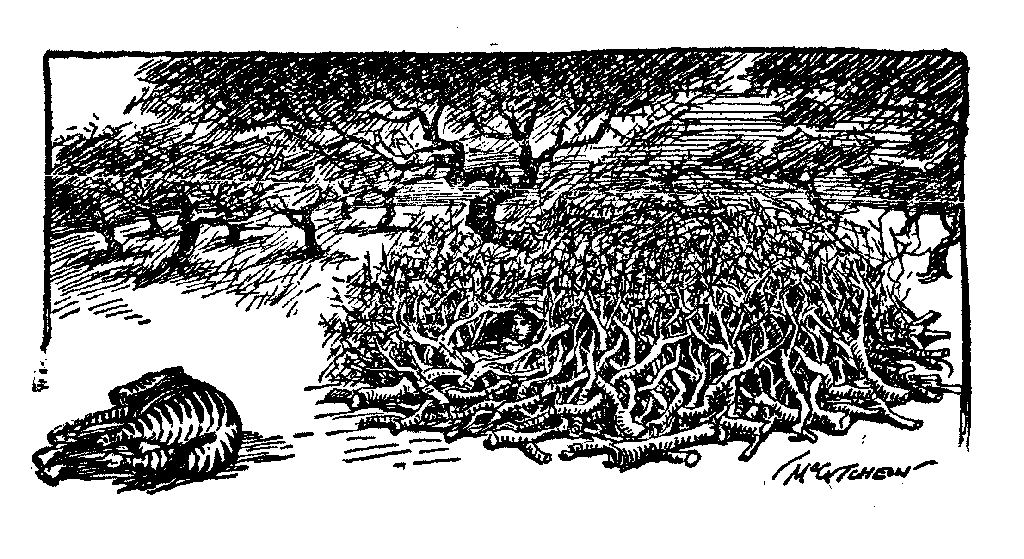
Se protéger du lion : Le lion ne peut pénétrer dans la boma à moins de sauter et de pénétrer par le haut, illustration de John T. McCutcheon, dessinateur pour le Chicago Tribune, 1910.

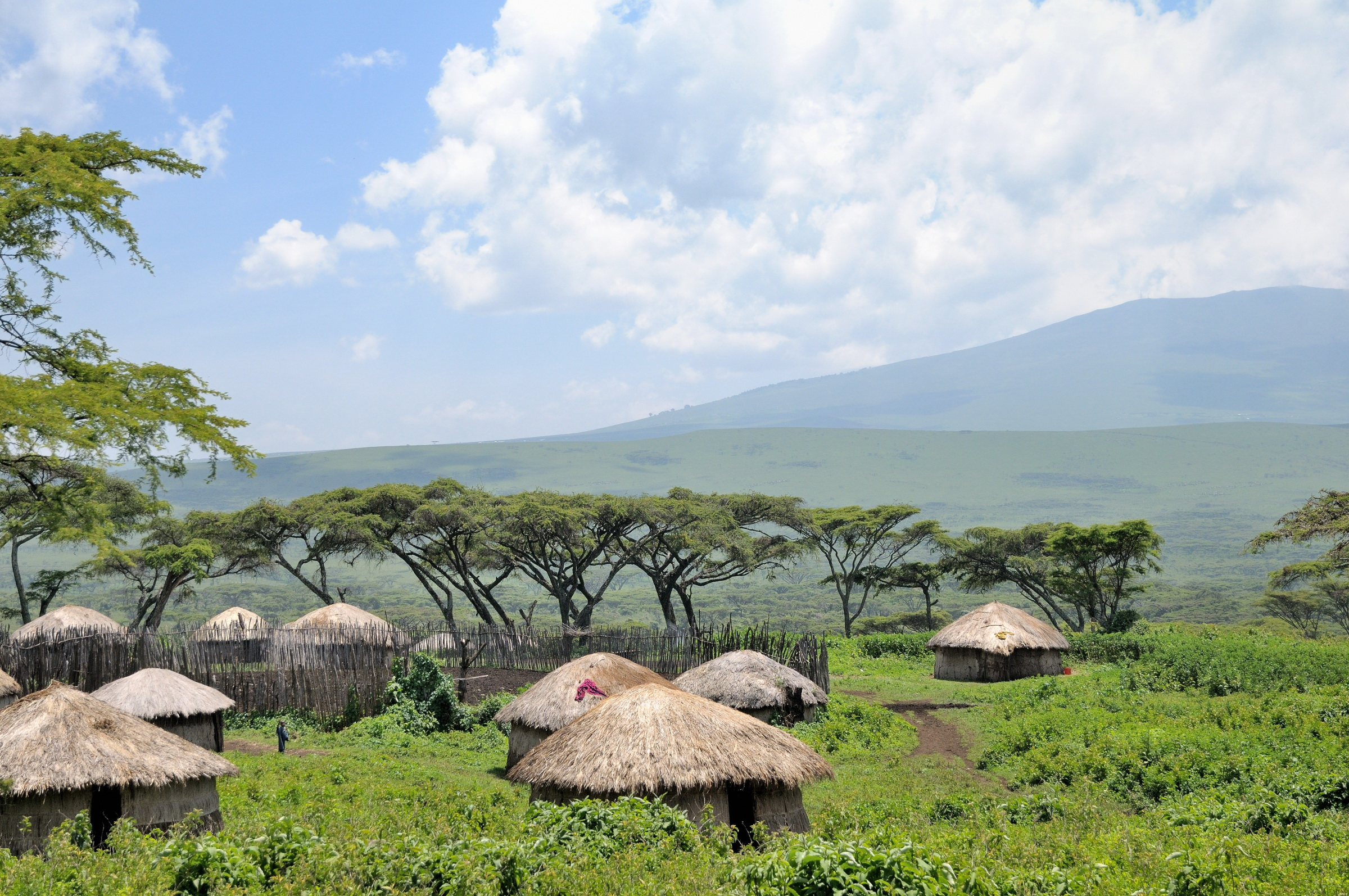
Boma maasaï dans l'aire de conservation du Ngorongoro en Tanzanie.

Pour les articles homonymes, voir Boma (homonymie).
Une (ou un) boma est un enclos à bétail, un enclos communautaire, un corral, au sens d'une enceinte close ; lorsqu'elle est fortifiée et destinée à l'habitat humain, elle désigne ce qui peut prendre la forme d'un fortin voire d'un fort, et désigne aussi, dans l'Afrique des Grands Lacs et plus largement en Afrique centrale et australe, le bureau d'un gouvernement local. Le terme est associé avec la notion de prise de décision par une communauté. On retrouve le terme dans beaucoup de langues africaines ainsi dans diverses variétés de français, anglais et allemand parlées en Afrique.
En tant qu'enclos à bétail, une boma est l'équivalent d'un kraal. Le premier terme est utilisé dans les régions influencées par le swahili, et le second dans les régions influencées par l'afrikaans. En tant que camp ou village fortifié les bomas se rencontrent fréquemment en Afrique aux XVIIIe et XIXe siècles et sont construites tant par les Africains que par les colonisateurs. La boma va donc de l'enceinte fortement fortifiée et soigneusement construite jusqu'aux constructions provisoires servant d'abri pour une nuit, comme montré dans les illustrations. Elles sont souvent évoquées par les explorateurs européens tels John A. Hunter et Henry Morton Stanley,,.

## Usage du terme
Dans l'Empire britannique en Afrique le terme de « boma » en vient à désigner les bureaux du gouvernement car, à la fin du XIXe siècle, notamment dans les endroits les plus isolés, ces bureaux comprennent généralement un poste de police fortifié ou une caserne militaire, clôturés d'une palissade en bois et, parfois, en pierre. Beaucoup de ces implantations sont nommées « fort », Fort Jameson, Fort Manning, Fort Rosebery… Au XXe siècle le terme en vient à désigner le quartier général du district ou le siège du gouvernement provincial, même si les fortifications ne sont plus nécessairement de rigueur. « Boma » est toujours employé en Afrique australe et orientale avec cette signification, aux côtés du sens de « enclos à bétail »[réf. souhaitée].

## Étymologie et définition
Le mot « boma » plonge ses racines dans les langues parlées dans la région des grands lacs, soit en tant que mot des langues bantoues ou, peut-être, en tant que mot emprunté au persan. Le Oxford English Dictionary en attribue la première utilisation en anglais à Henry Morton Stanley, dans son livre Through the Dark Continent (À travers le continent mystérieux) de 1878. Le terme est cependant utilisé dans son ouvrage précédent de 1871 How I found Livingstone (Comment j'ai retrouvé Livingstone) : « nous avons installé notre camp, construit un boma fait d'acacia épineux et d'autres branches d'arbres, en les empilant autour de notre camp. » A Dictionary of the Suahili Language (1882) de Krapf définit « boma » comme une « palissade servant de fortification entourant villes et villages […] pouvant être constituée en pierre ou poteaux de bois, ou faite de bosquets de fourrés impénétrables », mais il ne donne pas l'origine du mot. « Boma » apparaît aussi dans le Deutsches Kolonial-Lexikon (en) de Band en 1920, où il est indiqué que le mot était utilisé au Tanganyika bien avant qu'il ne tombe sous contrôle britannique. Johnson, dans le Standard Swahili-English Dictionary de 1939 suggère que le terme vient du mot persan buum, qui signifie « garnison, lieu où on peut résider en sécurité ». Un ouvrage de 1993 sur la linguistique bantoue, donne iboma, « zone défendue », comme venant d'un mot de la variante de la langue bantoue parlée dans la région des grands lacs ou d'un emprunt au persan. 
Un mythe populaire, propagé auprès des touristes, affirme que BOMA est l'acronyme de British Overseas Management Administration (« Administration britannique de l'outremer ») ou British Officers Mess Area (« mess des officiers britanniques »), expression venant de la période coloniale en Afrique. Cette acception fantaisiste vient du fait que le terme a été utilisé en swahili et autres langues vernaculaires dans l'ancienne Afrique orientale britannique pour désigner les bureaux gouvernementaux, notamment les chefs-lieux de district. Mais le mot était employé bien avant l'arrivée des Britanniques et il n'a jamais existé aucune entité nommée British Overseas Management Administration[source insuffisante].